# Zalman Friedrich
Zalman Friedrich (* 1911; † 2. Hälfte Mai 1943 in Warschau) war ein bundistischer Widerstandskämpfer im Warschauer Getto.
Zalman Friedrich wurde als Sohn eines Chassiden geboren, doch trat er im Gegensatz zu seinem Vater dem Allgemeinen Jüdischen Arbeiterbund („Bund“) und dessen Jugendorganisation „Tsukunft“ bei, nachdem er schon jüdisch-weltliche Schulen besucht hatte.
Anschließend arbeitete er in der Organisation der Schulen, Zalman Friedrich war auch bei anderen dem Bund nahestehenden Organisationen beschäftigt, wie der Sportorganisation Morgnshtern oder dem Arbeiteremigrationsbüro. In dieser Zeit heiratete er seine Frau Zille und wurde im Jahr 1937 Vater einer Tochter mit dem Namen Elsa.
Zalman konnte aus seiner Kriegsgefangenschaft nach der deutschen Besetzung fliehen. In Warschau wurde er auch im illegalen Bund aktiv. Friedrich war vor allem für die Kontakte zum polnischen Untergrund verantwortlich, da er ein „typisch“ polnisches Aussehen besaß. Der Widerstandskämpfer fand auch als einer der Ersten heraus, wohin die Deportationszüge fuhren, er befragte einen Bundisten, der aus Treblinka geflohen war, und berichtete von dort.
Friedrich kämpfte im April und Mai 1943 im Warschauer Gettoaufstand. Er konnte mit einigen Mitkämpfern nach dem Aufstand im Mai fliehen, doch wurde er in seinem Versteck verraten und fiel bei einem Schusswechsel mit der Gestapo im Mai 1943.